# Indosaurus matleyi
L'indosauro (Indosaurus matleyi) è un dinosauro carnivoro appartenente agli abelisauri. Visse nel Cretaceo superiore (Maastrichtiano, circa 70 milioni di anni fa) e i suoi resti fossili sono stati ritrovati in India. L'identità è dubbia.

## Classificazione
Questo dinosauro è conosciuto grazie ai resti fossili di alcune parti di cranio, tra cui una scatola cranica dalla struttura massiccia. Descritto per la prima volta nel 1933 da Huene e Matley, Indosaurus è stato interpretato inizialmente come un dinosauro affine ad Allosaurus. Con la scoperta e il riconoscimento, nel corso degli anni '80, di una linea di predatori tipici dei continenti meridionali (gli abelisauri), i resti cranici provenienti dall'India sono stati riconsiderati: Indosaurus è stato quindi avvicinato a Carnotaurus, un abelisauro molto ben conosciuto sulla base di resti quasi completi. Si è quindi supposto che anche Indosaurus, come Carnotaurus, possedesse un cranio corto e corna sopraorbitali.
Studi più recenti (Novas et al., 2004) non hanno però individuato sufficienti caratteri distintivi da permettere una valutazione a livello generico di questi resti. In particolare, a causa della cattiva conservazione e della frammentarietà, i fossili sono praticamente indistinguibili da quelli di un altro teropode indiano, Indosuchus. 
Con tutta probabilità Indosaurus era un grosso carnivoro bipede, lungo forse sei metri, dotato di lunghe zampe posteriori e di un cranio massiccio armato di denti ricurvi e seghettati.